# 도조촌 (오사카부)
도조촌(일본어: 東条村)은 일본 오사카부 미나미카와치군에 설치되었던 촌이다. 현재의 돈다바야시시 남동부에 해당한다.

## 역사
- 1889년 4월 1일 - 정촌제 시행에 의해, 단난군 도조촌이 성립하였다.
- 1896년 4월 1일 - 미나미카와치군 소속으로 변경
- 1957년 1월 15일 - 돈다바야시시에 편입해 동일 도조촌은 폐지되었다.

## 참고문헌
- 角川日本地名大辞典 27 大阪府